# Грядущие гунны
«Гряду́щие гу́нны» — стихотворение В. Я. Брюсова из сборника «Στέφανος» («Венок»), вышедшего в декабре 1905 года. Содержательно было ответом поэта на события Русско-японской войны и Первой русской революции.

## Форма и смыслы
Стихотворение было написано в 1904—1905 годах и включено в цикл «Современность» в составе книги «Stephanos» («Венок»). Лирический герой исполняет миссию поэта-жреца, сохраняющего великое знание прошлого человечества, и одновременно обладает мудростью современника, готового освободить дорогу грядущему поколению.
…А мы, мудрецы и поэты,

Хранители тайны и веры,

Унесём зажженные светы,

В катакомбы, в пустыни, в пещеры.

И что, под бурей летучей,

Под этой грозой разрушений,

Сохранит играющий Случай

Из наших заветных творений?

Бесследно всё сгибнет, быть может,

Что ведомо было одним нам,

Но вас, кто меня уничтожит,

Встречаю приветственным гимном.
Коллеги-декаденты отмечали в творчестве В. Я. Брюсова «пафос общественной современности», «упоение текущим моментом» (по выражению М. Кузмина). Для символиста Брюсова рефлексия над современностью, обуреваемой апокалиптическими настроениями, было возможно только в поиске исторических совпадений и параллелей, чтобы читатель сам мог ощутить движение времени. В стихотворении запечатлён момент одновременного наступления будущего и отступления настоящего в прошлое. В этом отношении текст характерен для всей культурной эпохи Серебряного века и для творчества В. Я. Брюсова, в частности. Тема грядущего апокалипсиса сопрягается с темой творчества, создания искусства, способного породить новый мир и нового человека. В неотвратимом хаосе зарождаются зёрна будущего Космоса.
Жанровая природа и композиционное решение, ритмико-звуковое наполнение текста выражает соединение двух временных пластов. С. Колосова обнаруживала в стихотворении черты, как минимум, трёх жанров: стилизованного послания, отсылающего к пушкинской традиции; мистического гимна; лирического портрета. Последний выражается в описании действия, а не перечислении деталей. В прекрасном прошлом можно прозреть грозный лик будущего, имеющего черты жестокого варвара Аттилы, перед которым отступает вооружённый книжной мудростью жрец.
Столкновение культур выражается в чёткой двухчастной структуре. В первых четырёх строфах представлен экспрессивный образ гуннов, поколения грядущего будущего; в последних трёх строфах предстаёт уходящее настоящее, к которому принадлежит лирический герой. Семистрофная структура важна для поэта-символиста: Создатель сотворил мир за семь дней; в ситуации Апокалипсиса происходит творение новой цивилизации с новым человеком и новым искусством. Образная система выстраивается в соответствии ведущей антитезе, в исторической ретроспекции. Гунны — аморфная масса, стихия чистого разрушения, а наступающее будущее — конец времени, из которого затем родится нечто. Это выражается в синонимических по отношению друг к другу рядам: «грядущие гунны» — «топот чугунный» (значимая рифма и образ звучащего набата); «волна пылающей крови» (цивилизация перегорела, в ней нет более страсти, импульса, и потому нужна свежая кровь и плоть); «орда опьянелая» (выражение дионисийской стихии, доминанты бессознательного, интуитивного); «невольники воли» (парадокс, передающий всесилие высшей воли).
Идейному содержанию соответствует стиховая форма. Для поэзии в 1905 году дисгармония трёхударных дольников с переменной анакрузой на фоне классических трёхсложников воспринималась остро и передавало нежелание гуннов (и автора) подчиняться каким-либо законам.

## «Грядущие гунны» в литературном контексте

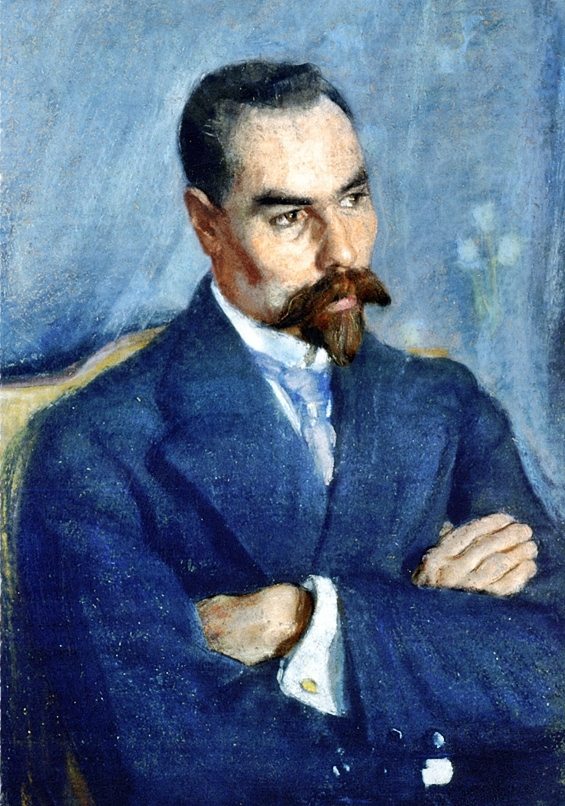
Валерий Брюсов. Портрет работы С. В. Малютина. 1913

Современники увидели в стихотворении в первую очередь политический подтекст. М. Ямпольский полагал, что Брюсов отвергал способность революционных масс создать новый мир на обломках старого, возлагая эту миссию на себя и себе подобных. При этом некоторые левые критики (Г. Лелевич) именовали именно Брюсова «буревестником революции» (в дальнейшем данный эпитет прочно ассоциировался с М. Горьким). М. Ямпольский считал важным для раскрытия смыслов «Гуннов» брюсовский рассказ «Последние мученики», полный симпатии носителям старой культуры, загнанных в катакомбы и сокрушаемых «детьми пламенного дня». Валерий Брюсов передавал чувство трепета перед неизбежным, перед роком. Гунны враждебны любому созиданию и культуре, способны лишь разрушать. «Мудрецы и поэты» не в силах воспротивиться гибели «мира заветного, мира прекрасного» в хаосе революции, и должны покориться. Именно катакомбники понимают, что революционеры культурно нищие, и лишены будущего, ибо презирают прошлое и не понимают его. С другой стороны, определённую симпатию «гуннам» автор — лирический герой всё-таки испытывается, ибо ощущает усталость от груза культуры, взваленной на его плечи. Финальное приветствие, тем самым, означает эстетизирование враждебных поэту сил.
Критики также отмечали, что брюсовская программа органично впитала одержимость крахом Римской империи, свойственную французскому декадентскому движению. Американский литературовед Кирстен Лодж отмечала, что в стихотворении о гуннах подразумевалась не только русская революция, но и падение Римской империи, ибо поэт работал на историческим романом «Алтарь победы: Повесть IV в.». Книга «Stephanos», в которую вошло стихотворение, посвящена Вячеславу Иванову, а эпиграф взят из ивановского стихотворения «Кочевники красоты». Брюсов в те годы развивал мысли Иванова о новом взгляде на искусство и мир в целом, в обоих стихотворениях присутствовало известное число соответствий при том, текст Брюсова намного более экспрессивный. Вячеслав Иванов заложил мотив отождествления кочевников и художников-бунтарей; художник прозревает красоту мира, ощущает свободу и должен пробовать неизведанное. Брюсов намного дальше развил эту тему: Валерий Яковлевич обратился к осмыслению законов истории как таковой. Эпатажная четвёртая строфа: «Сложите книги кострами,//
Пляшите в их радостном свете,// Творите мерзость во храме», по мнению С. Колосовой, глубоко символична. Любимые Брюсовым книги содержат мудрость прошедших веков, это символ и проявление разумного начала в человеке, но именно оно до крайности ограничивает свободу. Вкусив от древа познания, человек был изгнан из Рая. Поэтому уничтожение знания равнозначно уничтожению несвободы и позволит вернуться к Первоначалу. На это намекает и эпиграф, заимствованный из ивановских «Кочевников красоты»: «Топчи их рай, Аттила». Вероятно, это и прямая отсылка к ницшеанскому сверхчеловеку, которому будет соответствовать новое искусство. Гунны сродни стихии,
в которой проявляется природная естественность, импульс, а полное отсутствие разумного начала компенсируется чувственным, бессознательным, неконтролируемым. Парадоксально оказывается, что в описании гуннов в четвёртой строфе выявляется евангельская истина: они не ведают, что творят (Лк. 23:34), ибо подобны детям, которым открыто Царство Небесное (Мф. 18:3).
Заключительные строфы «Грядущих гуннов» построены на синонимическом ряде: «мудрецы» и «поэты», «хранители тайны и веры». Жреческая мудрость заключается в принятии неизбежности судьбы, ибо гроза несёт не только страх и разрушение, но и очищение. Последние две строки стихотворения отсылают и к гладиаторскому приветствию «Идущие на смерть приветствуют тебя!» Содержательно последняя строка симметрична первой части, в которой лирический герой (поэт, жрец, хранитель) не просто обречённо принимает волю судьбы, но и приветствует мудрость жизни, принимая её во всех проявлениях. В этом С. Колосова видела следование пушкинской традиции и дополнительно отсылку к «…Вновь я посетил…».